# 랜디 존슨
랜델 데이비드 '랜디' 존슨(영어: Randall David 'Randy' Johnson, 1963년 9월 10일 ~ )은 미국 출신의 전 메이저 리그의 야구 선수이다. 208cm의 큰 키로 인해 빅 유닛(Big Unit)이라는 별명이 있다. 애리조나 다이아몬드백스와 시애틀 매리너스 51번 영구 결번이며 현대 야구가 시작된 1900년 이후 데뷔한 투수 중 통산 최다 선발승 14위(301선발승)에 랭크됐다.

## 경력

### 프로 이전
랜디 존슨은 6살에 야구를 시작했으며, 그 이후 야구가 가장 좋아하는 스포츠가 된다. 본격적으로 야구를 하기 위해서 8살 때 리틀리그 입단의 오디션을 받지만, 키가 너무 커서 나이를 사칭했다고 의심받아 그의 어머니가 신분증명서를 보여주고 입단이 허가되었다.
1982년의 MLB 드래프트에서 애틀랜타 브레이브스로부터 4라운드에 지명을 받아 계약금 48,000를 제시받지만, “지금 프로에 가도 미래에 대한 보증이 아무것도 없다”는 아버지의 의향에 따라 계약하지 않고 서던 캘리포니아 대학교에 진학한다. 대학에서는 2학년까지 야구와 함께 농구를 했지만, 3학년부터는 야구에만 집중했다

### 몬트리올 엑스포스

#### 1985년 ~ 1989년 5월
1985년의 MLB 드래프트에서 몬트리올 엑스포스로부터 2라운드에 지명을 받아 입단한다. 1986년에는 싱글A에서 119.2이닝을 던지며 133개의 탈삼진을 잡았으나 94개의 볼넷을 기록한다. 1987년에는 더블A에서 140이닝을 던지고 163개의 탈삼진을 잡지만 128개의 볼넷을 기록한다.
1988년에는 유력지 《베이스볼 아메리카》에서 선택한 기대의 유망주 3위에 선출된다. 그 후 트리플A에서 계투로 나와, 노히트를 달성하지만 패전투수가 되는 진기록을 남긴다(7이닝을 무안타로 막지만, 1회에 볼넷으로 출루시킨 주자에게 도루 2개를 허용하고 후속타자의 내야땅볼 때 실점). 9월에 콜업되어 메이저 리그로 승격 된다. 9월 15일에 있었던 피츠버그전에서 메이저 리그 첫 데뷔를 하며, 9월 20일의 시카고 컵스전에서는 11개의 탈삼진을 뺏어내고 메이저 리그 데뷔 이후 첫 완투를 기록하는 등 3승(모두 선발) 0패, 방어율 2.42의 성적을 남긴다.
1989년에는 개막전부터 선발 로테이션에 합류하지만 제구난조로 인해 0승 4패, 방어율 6.67을 기록하는 등, 같은 해 5월 9일에는 마이너리그로 격하된다. 그 후 5월 25일에 마크 랭스턴, 후일 발표된 마이크 캠벨과의 교환 트레이드로 진 해리스, 브라이언 홀먼과 함께 시애틀 매리너스로 이적된다.

### 시애틀 매리너스

#### 1989년 6월 ~ 1990년
이적을 한 후에도 제구 난조에 변함은 없었지만, 7승(모두 선발)을 올린다. 1990년 6월 2일에 있었던 디트로이트 타이거스전에서 시애틀 매리너스 구단 역사상 처음으로 노히트 노런을 달성하는 등 6월에는 5승 0패, 방어율 2.40의 호성적으로 “이달의 투수”로 처음으로 수상받는다. 전반기에는 9승 3패, 방어율 3.68을 기록하며, 등판 기회는 없었지만 올스타전에 처음으로 선출되기도 한다. 14승(모두 선발) 11패, 방어율 3.65를 기록하지만, 리그 최다인 120개의 볼넷을 기록하는 등 제구에서는 최악의 면도 보였다. 오프 시즌 시기의 미일 야구에서 MLB 선발로서 일본에 방문하기도 한다.

#### 1991년 ~ 1992년
1991년에는 13승(모두 선발) 10패, 방어율 3.98과 함께 리그 2위의 기록으로 탈삼진 228개를 잡는다. 그러나 작년과 마찬가지로 리그 최다인 152개의 볼넷을 남긴다.
1992년에는 처음으로 개막전 선발을 맡는다. 같은 해 9월 27일에는 텍사스 레인저스전에서 18개의 탈삼진을 기록하며, 론 기드리가 갖고 있던 왼손 투수로서의 리그 기록 및 9월 16일부터의 3경기에서 45탈삼진을 뺏은 것은 역사상 2위가 됐다. 12승(모두 선발) 14패와 함께 3년 연속 리그 최악이자 최다인 144개의 볼넷을 기록했지만 241개의 탈삼진으로 탈삼진왕의 타이틀을 따냈다. 그 해 당시 레인저스의 투수 코치였던 놀란 라이언과 이인삼각으로 트레이닝 방법을 개발했던 톰 하우스와 만나 심신훈련의 지도를 받아 제구난을 개선한다.

#### 1993년 ~ 1994년
1993년 5월 16일의 오클랜드 어슬래틱스전에서는 8회까지 무안타로 막았지만 9회에 안타를 맞아 노히트노런을 하는 데 실패한다. 19승(모두 선발) 8패, 방어율 3.24와 동시에 리그 최다인 308개의 탈삼진을 기록하며, 트레이드 상대였던 랭스턴이 1987년에 기록했던 262개의 탈삼진 구단 기록을 갱신한다. 3년 연속으로 100개 이상이었던 볼넷의 개수도 99개로 줄었다. 사이 영 상의 투표에서는 잭 맥도웰에 이어서 2위에 올랐다. 오프 시즌에는 4년 총액 2025만 달러(5년째는 600만 달러의 옵션)로 계약을 연장한다.
빌 클린턴 대통령이 시구를 했던 1994년 4월 4일 클리블랜드 인디언스와의 개막전에서는, 8회에 샌디 알로마 주니어에게 안타를 맞을 때까지 노히트를 했다. 그리고 5월 15일부터 6월 20일에 걸쳐 3연속 완봉승을 포함한 7연승을 했다. 7월 7일에 있었던 보스턴 레드삭스전에서는 마크 랭스턴의 구단 기록을 갱신하는 통산 75승을 따낸다. 1994년부터 1995년의 MLB 파업으로 인해 시즌이 중단됐지만, 13승 6패, 방어율 3.19, 리그 최다인 204탈삼진, 9완투, 4완봉을 기록한다. 사이 영 상의 투표에서는 3위를 했다.

#### 1995년
1995년에는 개막전부터 6연승을 기록하고, 올스타전에서는 선발투수로 나온다. 팀은 캘리포니아 에인절스와 동률을 기록해 10월 2일의 원게임 플레이오프에서 선발을 맡고, 3안타 12탈삼진으로 완투 승리를 거둬 구단 창단 이후 최초로 지구 우승이라는 결과를 가져온다. 18승(모두 선발) 2패, 방어율 2.48, 294개의 탈삼진, 역대 7위의 승률(.900)을 기록하여, 처음으로 방어율 1위와 4년 연속 탈삼진왕을 차지한다. 뉴욕 양키스와의 디비전 시리즈에서는 긴급 등판의 영향으로 3번째 경기에 선발 등판하여 승리투수가 된다. 그리고 최종전인 5차전에서는 9회 동점 상황에 등판하여 연장 11회초에 1실점을 하지만 11회말 2점을 따내 끝내기 승리를 한다. 클리블랜드 인디언스와의 리그 챔피언십 시리즈에서는 2경기를 선발 등판하지만 팀은 승리하지 못하여 2승 4패로 떨어졌다. 오프 시즌에는 자신과 구단 역사상 최초로 사이 영 상을 수상했다.

#### 1996년 ~ 1998년 7월
1996년에는 추간 연골 헤르니아와 등의 부상 때문에 5승(모두 선발)에 머문다. 그러나 1997년에는 다시 부활하여, 6월 24일의 애슬래틱스전에서 19탈삼진을 기록하여 자신이 갖고 있던 좌투수로서의 리그 기록을 갱신하지만 패전투수가 된다. 전반기 12승을 거둬 2년 만에 올스타전에 선출되어 선발 등판을 한다. 2회에 래리 워커를 상대할 때 머리 뒤쪽으로 가는 폭투를 범한다. 그 후 워커는 헬멧을 앞뒤를 바꿔쓰고 우타석에 들어서는 퍼포먼스를 했다. 8월 8일의 시카고 화이트삭스전에서도 19탈삼진을 기록해 완봉승을 한다. 그 후 부상자 리스트에 들지만, 9월 27일의 애슬래틱스전에서 구원 등판해 벤 그리브에게 삼진을 거둠으로 통산 2,000번째 탈삼진을 달성한다. 그리고 동시에 20승을 올려 구단 역사 최초로 20승 투수가 됐다. 최종적으로는 20승(19선발) 4패, 방어율 2.28, 291탈삼진을 기록해 팀은 2년 연속으로 지구 우승을 한다. 볼티모어 오리올스와의 디비전 시리즈에서는 1차전과 4차전에 선발 등판을 하지만 두 경기 모두 패전 투수가 되고, 팀은 1승 3패로 패퇴했다. 사이 영 상의 투표에서는 승리수, 방어율, 탈삼진의 3부문 모두에서 앞선 로저 클레멘스에 이어 2위가 됐다. 1998년에는 부진으로 7월까지 9승(모두 선발) 10패, 방어율 4.33을 기록한다. 결국 7월 31일에 프레디 가르시아, 카를로스 기옌, 후일 발표 된 존 할마와의 교환 트레이드로 휴스턴 애스트로스로 이적된다.

### 휴스턴 애스트로스

#### 1998년 8월 ~ 12월
이적 후에는 11경기에 선발 등판하고, 그 중 7경기에서 2자리수의 탈삼진을 기록하는 등 10승(모두 선발) 1패, 방어율 1.28, 116탈삼진, 그레그 매덕스의 5완봉에 이어서 4완봉을 기록하며 부활을 알리는 동시에 팀의 지구 우승의 원동력이 된다. 샌디에이고 파드리스와의 디비전 시리즈에서는 1차전과 4차전에 선발 등판하여 호투를 했지만 패전 투수가 되고, 팀은 1승 3패로 떨어졌다. 사이 영 상의 투표에서는 7위를 했다. 그러나 329탈삼진을 기록함으로써 자신의 기록을 갱신하고, 20경기에서 2자리수 탈삼진을 기록하는 등 놀라운 기록을 남겼으며 시애틀-휴스턴 통산 19승(시애틀 9승(2완봉승) 휴스턴 10승(4완봉승))으로 1977년 톰 시버(메츠에서 7승(3완봉승)  신시내티에서 14승(4완봉승)) 이후 21년 만에 첫 번째 팀 2완봉승 이상+두 번째 팀 2완봉승 이상 투수가 탄생했지만 그 뒤에 한동안 나오지 않았다가 2008년 CC 사바시아(클리블랜드 6승(2완봉) 밀워키 11승(3완봉))가 1900년 이후 역대 9번째  첫 번째 팀 2완봉승 이상+두 번째 팀 2완봉승 이상 투수가 됐으나 그 뒤에는 명맥이 끊겼다.
오프 시즌에는 FA가 되어 12월 10일에 애리조나 다이아몬드백스와 4년 5300만 달러에 계약한다.

### 애리조나 다이아몬드백스

#### 1999년 ~ 2000년
1999년에는 팀의 원호를 받지 못해 17승(모두 선발) 9패를 하여 승리수를 쌓지 못했지만, 어쨋든 리그 최고인 방어율인 2.48과 364탈삼진, 271.2이닝(개인최고), 12완투를 하는 등 괴물 같은 힘을 발휘했다. 그 외에도 23경기에서 2자리수 탈삼진을 기록하여, 샌디 쿠팩스가 1965년에 기록했던 리그 최고기록인 21경기를 갱신하고, 1973년에 기록한 놀란 라이언에 이어 MLB 기록이 됐다. 팀은 100승을 거둬 역사상 가장 빠른 창단 2년 만에 지구 우승을 이룬다. 뉴욕 메츠와의 디비전 시리즈에서는 1차전에 선발 등판하고 9회 도중까지 11탈삼진을 뺏지만 7실점을 해서 패전투수가 된다. 팀은 1승 3패로 패퇴한다. 오프 시즌에는 두 번째로 사이 영 상을 수상한다. 2000년에는 개막전부터 7연승을 기록하는 등 전반기에 14승 2패, 방어율 1.80의 호성적을 거둬 올스타전에 선발 투수로 나온다. 9월 10일의 플로리다 말린스전에서 마이크 로웰로부터 탈삼진을 얻어, 역사상 12번째로 3,000탈삼진을 기록한 투수가 된다. 후반기에는 5승에 그치지만, 19승(모두 선발) 7패와 방어율 2.64, 347탈삼진으로 2년 연속 사이 영 상을 수상한다.

#### 2001년
2001년 3월 24일, 스프링 트레이닝에서의 샌프란시스코 자이언츠전에서 7회에, 투구가 우연히 날아온 비둘기를 직격하는 해프닝이 일어났다. 투구는 무효로 됐지만, 충격을 받아 2루타를 2개 맞는 등 2실점했다. 이 장면은 미국 전역에 방송되어, 후일 동물애호단체가 존슨을 고소했다. 5월 8일 신시내티 레즈전에서 역사상 4번째로 1경기 20탈삼진을 달성하는 등 전반기에 11승, 202탈삼진을 기록하여 2년 연속으로 올스타전에서 선발 등판을 맡는다. 7월 19일, 전 날 조명이 고장남으로써 3회 초 종료 후에 서스펜디드 게임이 되었던 파드리스전이 재개되어 3회에 구원으로 등판, 7이닝을 1안타 무실점으로 막으며 구원투수로서 신기록인 16탈삼진을 빼앗는다. 21승(20선발) 6패와 함께 리그 최고인 방어율 2.49, 372탈삼진을 기록, 23경기에서 2자리수 탈삼진을 빼앗는다. 탈삼진률은 13.41로 페드로 마르티네스가 1999년에 기록한 MLB 기록인 13.2를 갱신했다. 동년에는 팀메이트인 커트 실링이 293탈삼진을 기록하여, 동일한 팀의 2명의 투수 합계 탈삼진이 665개로, 에인절스의 라이언과 빌 싱어가 1973년에 기록 한 624개를 넘어섰다. 실링과 둘이 합해서 43승을 거둬 2년 만에 지구 우승에 공헌한다. 세인트루이스 카디널스와의 디비전 시리즈에서는 2차전에 선발 등판했지만, 앨버트 푸홀스에게 홈런을 맞는 등 8이닝 3실점으로 패전투수가 된다. 브레이브스와의 리그 챔피언십 시리즈에서는 1차전에 선발 등판하여 3안타 11탈삼진으로 완봉승을 한다. 그리고 5차전에서도 승리투수가 되어, 처음하는 리그 우승을 이끌었다. 랜디 존슨 자신에게도 첫 출장이 된 양키스와의 월드 시리즈에서는 2차전에 선발 등판하여, 3안타 11탈삼진으로 완봉승을 한다. 그 후 2경기 연속으로 끝내기 패배를 당하는 등 2승 3패로 몰려 마지막 수단으로 사용되어, 6차전에서 승리투수가 되어 3승 3패로 돌려놓는다. 최종전인 7차전에서는 리드를 내줬는 8회 도중부터 구원 등판하여 무실점으로 막는다. 팀은 9회 말 루이스 곤잘레스의 끝내기 안타로 승리하여 역사상 가장 빠른 창단 4년 만에 월드 시리즈 우승을 한다. 3승을 거둔 실링과 함께 월드시리즈 MVP를 수상한다. 이어서 3년 연속으로 사이 영 상을 수상하고 스포츠 일러스트레이티드지의 2001년 올해의 스포츠맨으로 뽑혀, 표지를 장식했다.

#### 2002년 ~ 2003년
2002년에는 개막전부터 6연승, 그 후 리그 최고인 24승(모두 선발) (5패), 방어율 2.32, 334탈삼진, 260.0이닝, 8완투를 기록하여 내셔널 리그에서는 1985년에 있었던 드와이트 구든 이래 투수 트리플 크라운을 달성한다. 실링과 나란히 300탈삼진과 둘이 합하여 47승을 거둬 2년 연속 지구 우승에 커다란 공헌을 한다. 세인트루이스 카디널스와의 디비전 시리즈에서는 1차전에 선발 등판했지만 6실점과 함께 패전 투수가 되고, 팀은 3연패로 패퇴했다. 오프 시즌에는 4년 연속 사이 영 상을 수상한다. 2003년에는 개막 직후에 오른쪽 무릎을 다쳐, 4월 11일 밀워키 브루어스전에서는 10실점을 하는 등 부진한 모습을 보였다. 4월 21일에 부상자 명단에 올라, 5월 1일에 내시경 수술을 받는다. 7월 하순에 복귀했지만, 전의 존슨과는 거리가 멀었다. 9월 19일에 있었던 브루어스전에서는 메이저 리그 데뷔 이후 처음으로 홈런을 기록한다.

#### 2004년 ~ 2005년
2004년 5월 18일의 브레이브스전에서는 13탈삼진을 빼앗아 역사상 17번째로 퍼펙트 게임을 달성하며, 양쪽 리그에서의 노히트 노런은 역사상 5번째의 쾌거이다. 그리고 40세 8개월 만에 달성한 퍼펙트 게임은 종전인 1904년에 사이 영이 37세 1개월에 달성한 최고령 퍼펙트게임의 나이를 갱신하여, 이 부분에서 100년 만에 다시 신기록이 세워졌다. 6월 29일의 샌디에이고 파드리스전에서 제프 시릴로로부터 삼진을 빼앗아 역사상 4번째로 통산 4,000탈삼진을 기록한 사람이 됐다. 9월 15일에 있었던 콜로라도 로키스전에서 비니 카스티야로부터 삼진을 빼앗아 통산 4,137개의 탈삼진을 기록하고, 스티브 칼튼을 제치고 단독 3위로 부상하였으며, 좌투수로서는 역대 1위가 되었다. 111패를 당해 지구 최하위에 머물렀던 팀 속에서 고군분투하며 16승(모두 선발) 14패, 방어율 2.60, 290탈삼진을 기록했다. 타선의 원호가 없어 승수를 쌓지는 못했지만 제구력이 향상되고, 투구 내용은 20승을 거둔 2001년과 2002년보다 좋았다. 사이 영 상의 투표에서는 로저 클레멘스와 1대1 대결이 되었다. 그러나 승리 이외에 모든 부문에서 앞섰음에도 불구하고 2위로 끝났다. 게다가 그해 애리조나는 리치 색슨, 루이스 곤살레스 등의 부상과 스티브 핀리 등의 이적으로 장타력을 상실했고, 브랜던 웹을 제외한 선발진의 부진(특히 케이시 포섬은 4승 15패를 기록하였다.)으로, 결국 그해 시즌은 캔자스시티보다 못한 51승 111패로 MLB 30개 팀 중에 꼴찌를 차지한다. 7월에 양키스, 에인절스, 보스턴 레드삭스 등 여러 팀과 이적에 관한 협상을 했지만 모두 불발이었다. 12월에 양키스, 다저스와의 사이에서 존슨을 포함한 10명의 선수가 얽힌 삼각 트레이드가 계획 되었지만, 다저스의 폴 디포디스타GM이 “메리트가 적다”면서 체결 직전에 불발되고, 파담이 되었다. 2005년, 양키스는 월드 챔피언의 탈환의 으뜸패로서 새로운 오퍼를 행하여, 1월 11일에 하비에르 바스케스, 브레드 헐시, 다이오너 나바로와 함께 900만 달러의 현금과 교환 트레이드가 성립되어 이적한다. 등번호 51번은 버니 윌리엄스가 달고 있었기 때문에 41번으로 결정하고, 2006년부터 2년 3,200만 달러로 계약을 연장한다.

#### 퍼펙트 게임
2004년 5월 18일(미국 시간)에 치러진 애틀랜타 브레이브스와의 터너 필드에서의 원정 경기에서 선발로 등판한 랜디 존슨은 1회에 가르시아의 기습 번트로 내야안타를 내줄 뻔 하지만 잘 막아내고, 삼진을 2개 잡아내면서 삼자범퇴로 깔끔하게 처리하며 경기를 시작한다. 그 후 2회부터는 공이 한가운데로 몰리거나 잘 맞은 타구가 외야수 정면으로 가는 등 아슬아슬한 상황이 연출되기도 하지만 브레이브스의 프랜차이즈 스타인 치퍼 존스를 3타수 3삼진으로 돌려세우는 등 그의 장점인 빠른 구속과 까다롭고 예리한 슬라이더를 앞세워 9회 말 에디 페레스를 헛스윙 삼진으로 돌려세우기까지 그는 한 명의 타자도 루상에 내보내지 않고 경기를 끝마친다. 결국 이 날 존슨은 13개의 탈삼진을 앞세워 2:0의 승리와 함께 메이저 리그 역사상 17번째이자 자신에게는 첫 번째, 그리고 40세라는 불혹의 나이에 퍼펙트 게임을 기록함에 따라 종전 1904년에 사이 영이 기록했던 최고령 퍼펙트게임인 37세의 나이를 40세로 갱신시킨다.

### 뉴욕 양키스

#### 2005년 ~ 2006년

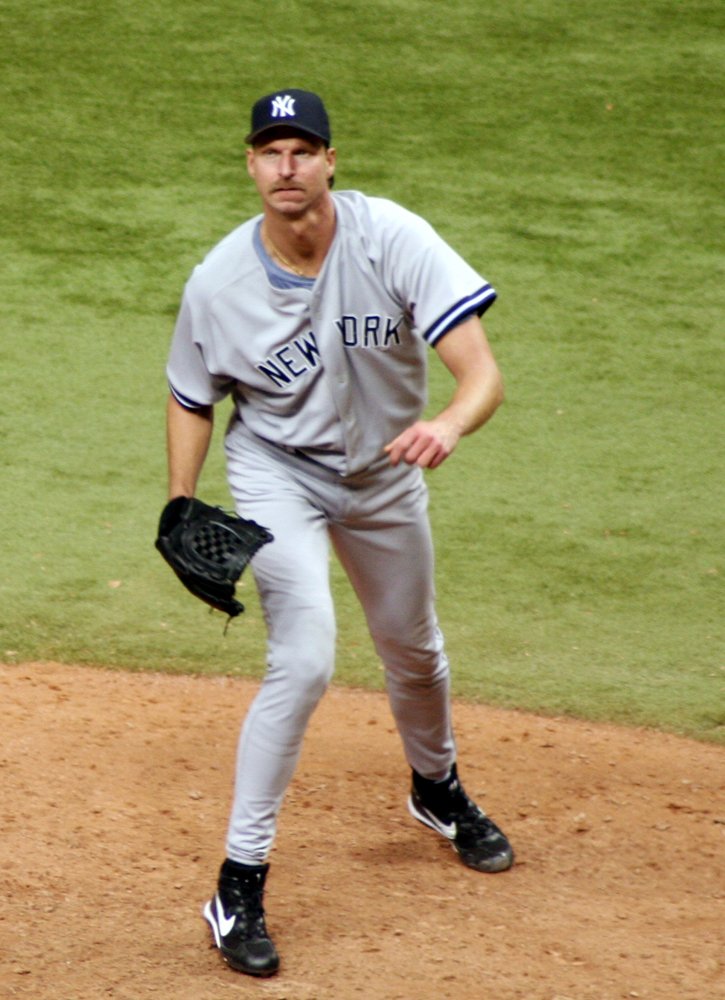
2006년

이적 1년째부터 개막전 선발 투수로 뽑혀 승리 투수가 된다. 주전 포수인 호르헤 포사다와는 상성이 맞지 않아, 존 플라허티와 배터리를 이루는 경우가 많았다. 포사다와 배터리를 이뤘을 때는 5승 6패로 저조했지만, 플라허티와 배터리를 이루었을 때에는 12승 2패로 꽤나 좋았다. 레드삭스전에서 5승을 올리는 등 17승(모두 선발) 8패, 방어율 3.79, 리그 2위인 211개의 탈삼진을 기록, 팀은 레드삭스를 물리치고 지구 우승 9연패를 달성한다. 에인절스와의 디비전 시리즈에서는 3차전에 선발 등판했지만, 3이닝 5실점으로 강판됐다. 5차전에서는 마이크 무시나의 구원 투수로 나와 무실점으로 막았지만 팀은 패해 2승 3패로 떨어졌다. 2006년에는 1996년에 있었던 등 부상이 재발하여, 17승(모두 선발)을 거뒀지만 방어율 5.00을 기록하는 등 본의 아니게 세부 기록에 비해 승수가 많이 나왔다. 팀은 지구 우승 10연패를 달성, 타이거즈와의 디비전 시리즈에서는 3차전에 등판했지만 6회 도중 5실점으로 패전투수가 되어, 1승 3패로 떨어졌다. 10월에 구단은 수술을 발표했다.

### 애리조나 다이아몬드백스로 복귀

#### 2007년 ~ 2008년

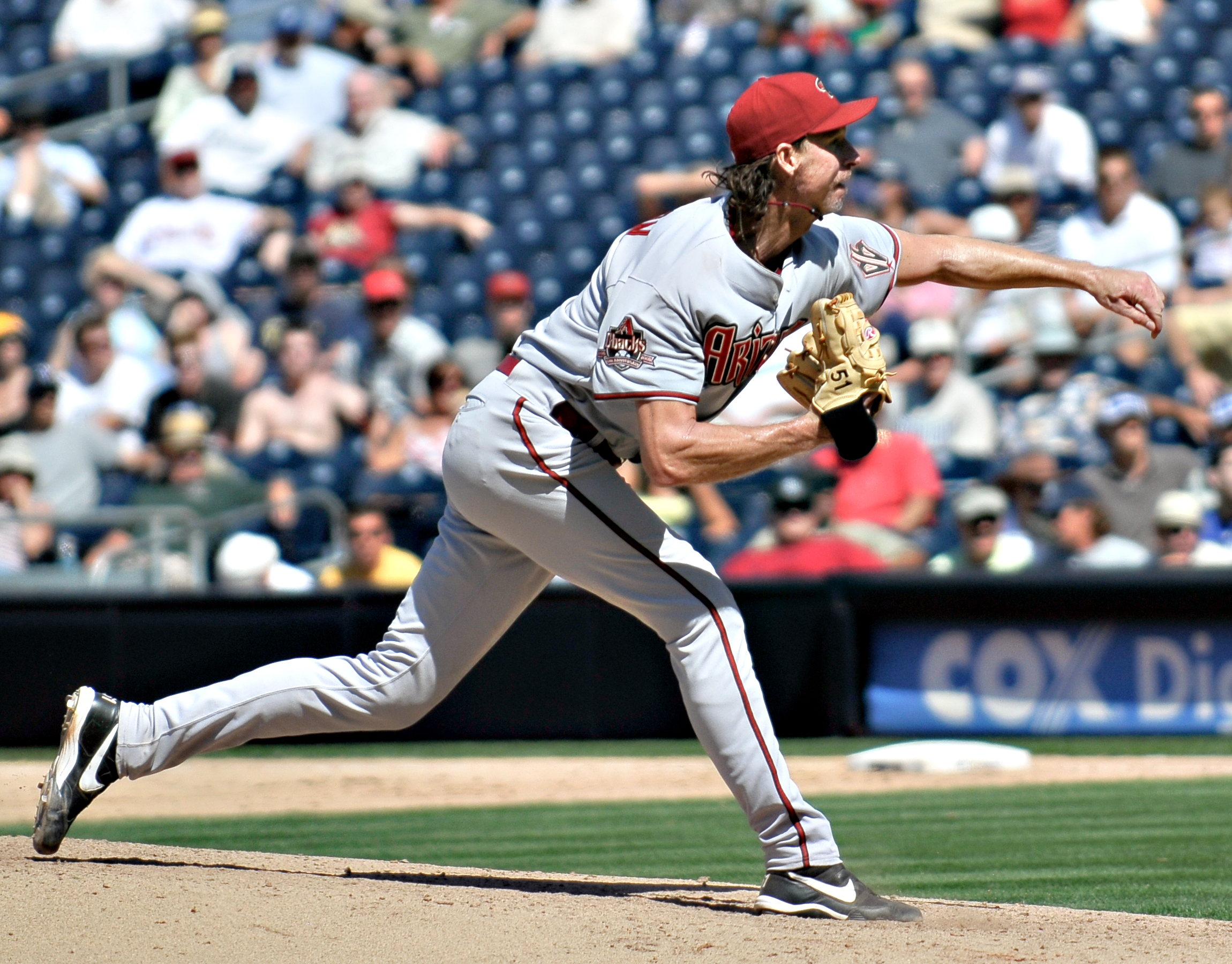
다이아몬드백스 시절의 존슨

팬이랑 미디어에 질려서 자신이 직접 트레이드를 지원하여, 2007년 1월 9일에 루이스 비즈카이노 외 3명의 선수와의 교환 트레이드로 친정 다이아몬드백스로 복귀했다. 6월 5일에 있었던 자이언츠전에서 8개의 탈삼진을 기록함으로써 통산 4,605탈삼진이 되며, 클레멘스를 제치고 통산 탈삼진 개수 역대 단독 2위가 된다. 6월 9일에 클레멘스가 양키스에서 복귀하여 7개의 탈삼진을 빼앗는 바람에 순위에서 밀리지만, 6월 10일에 있었던 레드삭스전에서 9개의 탈삼진을 거두고, 다시 2위로 올라선다. 하지만 1996년에 고생했던 추간 연골 헤르니아가 재발하여 수술을 받게 되고, 6월 28일에 다저스전을 마지막으로 팀에서 이탈한다. 결국 4,616개의 탈삼진으로 시즌을 마친다. 2008년에는 개막전에는 늦었지만, 4월 14일에 복귀한다. 6월 3일에 있었던 브루어스전에서 클레멘스를 제치고 역대 단독 2위로 다시 복귀했다. 그 시합부터 6연패를 당하지만, 7월에 5연승으로 반격한다. 큰 부상 없이 시즌을 마치고, 11승(모두 선발) 10패, 방어율 3.91이라는 평범한 성적을 기록했다. 오프 시즌에는 FA가 되어 12월 26일에 자이언츠와 1년 800만 달러로 계약한다. 팀 린스컴, 배리 지토와 함께 사이 영 상 투수가 동일한 팀에 3명 존재하는 것이 되며, 이것은 2002년의 브레이브스(그레그 매덕스, 톰 글래빈, 존 스몰츠) 이래 처음이였다.

### 샌프란시스코 자이언츠

#### 2009년

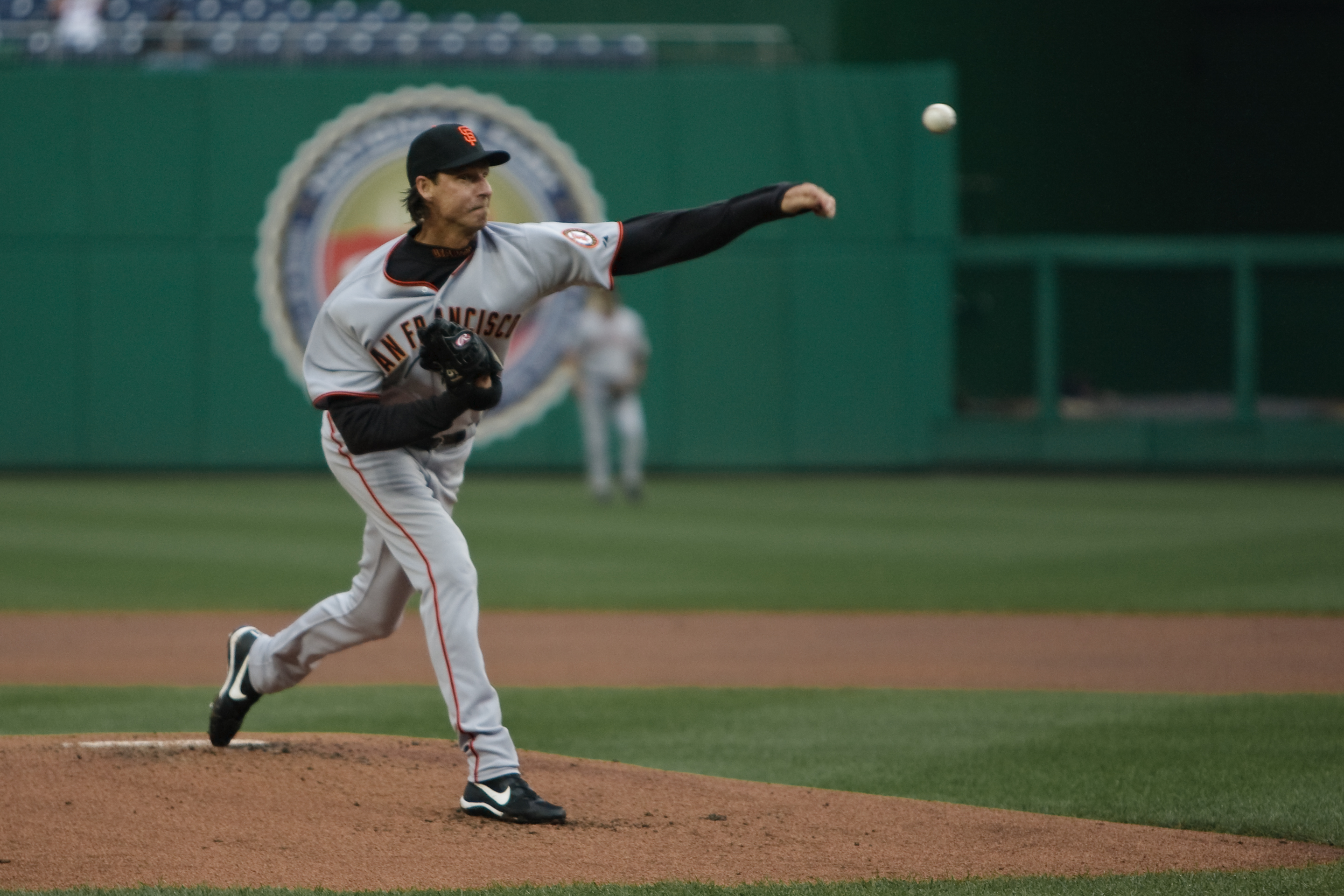
2009년 6월 4일 통산 300승 달성 당시

6월 4일에 있었던 워싱턴 내셔널스전에서 6이닝을 1실점으로 막아 승리를 따냄으로써(당시 298선발승), 역사상 24번째로 300승을 달성한다. 300승 도전전에서 도달한 것은, 1985년의 톰 시버 이래, 그리고 45살에 달성한 것은 필 니크로의 46세에 이어 2번째 고령 기록이 됐다. 하지만 타격을 하던 중 왼쪽 어깨를 다쳐서 부상자 명단에 오른다. 종반에 복귀하지만 복귀 이후 경기에서는 구원 등판밖에 없었다. 2010년 1월 5일에 현역 은퇴를 표명한다.

### 은퇴 후

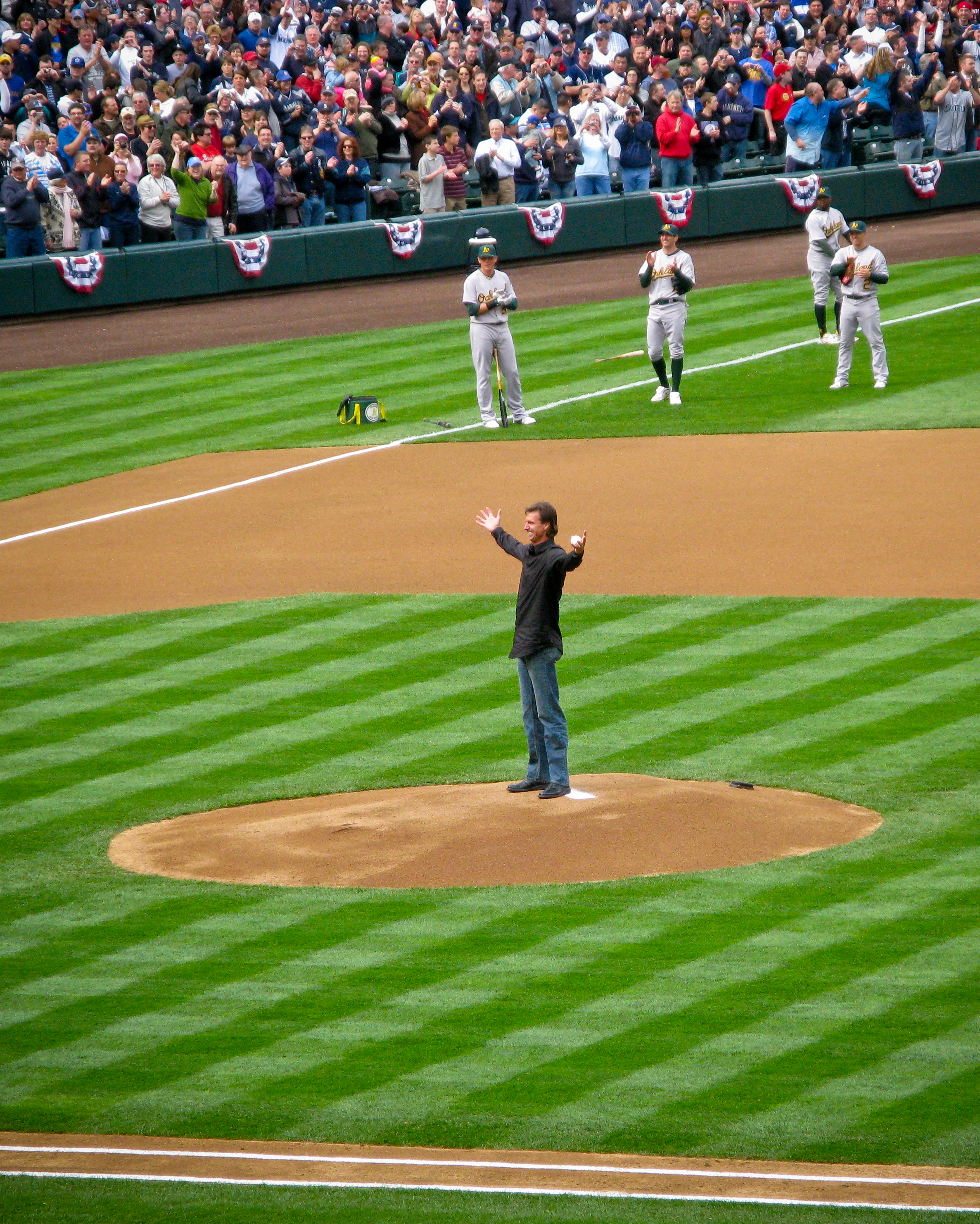
2010년 4월 12일 시애틀 매리너스의 시구를 하기 위해 등장하는 존슨

은퇴 후에는 사진작가로 변신한다. 락 페스티벌 《오즈페스트》에 카메라맨으로 포토그래퍼 피트에서 몇 개의 카메라를 목에 달고 다니는 모습을 《BURRN!》지의 사진작가 존 하렐에게 목격된다. 2011년에는 인디카 시리즈 제 3차전(긴 해안 시가지 코스)에 보도 카메라맨으로 취재 차 방문한 모습이 일본의 스포츠지에도 게재된다. 2010년 4월 20일에는 도쿄 돔에서 라쿠텐 골든이글스 주최 경기(대 지바 롯데 마린스)가 처음 행해졌을 때 시구하기 위해서 일본에 방문하기도 했다.

## 선수로서의 특징

### 투구 스타일
좌완 투수로 팔의 각도가 낮아서 사이드암 투수로 착각하는 사람들도 있지만, 실제로 그는 쓰리쿼터 투수라고 한다. 빠른 직구와 슬라이더가 위력적인데, 특히나 좌타자의 경우 몸쪽으로 오는 슬라이더를 실투로 착각하고 몸을 피하는 선수도 있다고 한다. 투구폼이 간결해서 직구 100마일을 넘나드는 빠른 구속에도 체력 소모가 적은 편이다.

## 취미
드럼을 치는 것이 취미이며, 자택에 드럼 연습실을 만들었을 정도이다. 레드 제플린의 팬이며, 일본의 방송에서 소개 된 적도 있다.

## 기타
- 슬하에 3녀가 있으며 둘째 딸 윌로우 존슨은 인천 흥국생명 핑크스파이더스 소속의 배구선수이다.

## 수상·타이틀 경력
- 사이 영 상 5회 : 1995년, 1999년 ~ 2002년
- 다승왕 1회 : 2002년
- 평균자책점 1위 4회 : 1995년, 1999년, 2001년, 2002년
- 탈삼진 1위 9회 : 1992년 ~ 1995년, 1999년 ~ 2002년, 2004년
- 베이브 루스 상 1회 : 2001년
- 월드시리즈MVP 1회 : 2001년
- 이 달의 투수 8회 : 1990년 6월, 1997년 6월, 1998년 8월·9월, 1999년 7월, 2000년 4월, 2002년 4월·9월
- 이 주의 선수 10회
- 시애틀 매리너스 구단MVP 3회 : 1993년, 1995년, 1997년
- 애리조나 다이아몬드백스 구단MVP 1회 : 2004년
- 애리조나 다이아몬드백스 연간최우수투수 5회 : 1999년 ~ 2002년, 2004년
- 메이저 리그 올스타전 선출 10회 : 1990년, 1993년 ~ 1995년, 1997년, 1999년 ~ 2002년, 2004년
- 투수 트리플크라운 1회 : 2002년
- 퍼펙트 게임 1회 : 2004년 5월 18일
- 노히트 노런 1회 : 1990년 6월 2일

## 연도별 투구 성적
| 연 도      | 소 속      | 등 판 | 선 발 | 완 투 | 완 봉 | 무 4 구 | 승 리 | 패 전 | 세 이 브 | 홀 드 | 승 률 | 타 자 | 이 닝  | 피 안 타 | 피 홈 런 | 볼 넷 | 고 4 | 몸 맞 | 탈 삼 진 | 폭 투 | 보 크 | 실 점 | 자 책 점 | 평 자 책 | W H I P |
| ---------- | ---------- | ----- | ----- | ----- | ----- | ------- | ----- | ----- | -------- | ----- | ----- | ----- | ------ | -------- | -------- | ----- | ---- | ----- | -------- | ----- | ----- | ----- | -------- | -------- | ------- |
| 1988년     | MON        | 4     | 4     | 1     | 0     | 1       | 3     | 0     | 0        | --    | 1.000 | 109   | 26.0   | 23       | 3        | 7     | 0    | 0     | 25       | 3     | 0     | 8     | 7        | 2.42     | 1.15    |
| 1989년     | MON        | 7     | 6     | 0     | 0     | 0       | 0     | 4     | 0        | --    | .000  | 143   | 29.2   | 29       | 2        | 26    | 1    | 0     | 26       | 2     | 2     | 25    | 22       | 6.67     | 1.85    |
| 1989년     | SEA        | 22    | 22    | 2     | 0     | 0       | 7     | 9     | 0        | --    | .438  | 572   | 131.0  | 118      | 11       | 70    | 1    | 3     | 104      | 5     | 5     | 75    | 64       | 4.40     | 1.44    |
| '89계      | SEA        | 29    | 28    | 2     | 0     | 0       | 7     | 13    | 0        | --    | .350  | 715   | 160.2  | 147      | 13       | 96    | 2    | 3     | 130      | 7     | 7     | 100   | 86       | 4.82     | 1.51    |
| 1990년     | SEA        | 33    | 33    | 5     | 2     | 0       | 14    | 11    | 0        | --    | .560  | 944   | 219.2  | 174      | 26       | 120   | 2    | 5     | 194      | 4     | 2     | 103   | 89       | 3.65     | 1.34    |
| 1991년     | SEA        | 33    | 33    | 2     | 1     | 0       | 13    | 10    | 0        | --    | .565  | 889   | 201.1  | 151      | 15       | 152   | 0    | 12    | 228      | 12    | 2     | 96    | 89       | 3.98     | 1.50    |
| 1992년     | SEA        | 31    | 31    | 6     | 2     | 0       | 12    | 14    | 0        | --    | .462  | 922   | 210.1  | 154      | 13       | 144   | 1    | 18    | 241      | 13    | 1     | 104   | 88       | 3.77     | 1.42    |
| 1993년     | SEA        | 35    | 34    | 10    | 3     | 0       | 19    | 8     | 1        | --    | .704  | 1043  | 255.1  | 185      | 22       | 99    | 1    | 16    | 308      | 8     | 2     | 97    | 92       | 3.24     | 1.11    |
| 1994년     | SEA        | 23    | 23    | 9     | 4     | 0       | 13    | 6     | 0        | --    | .684  | 694   | 172.0  | 132      | 14       | 72    | 2    | 6     | 204      | 5     | 0     | 65    | 61       | 3.19     | 1.19    |
| 1995년     | SEA        | 30    | 30    | 6     | 3     | 1       | 18    | 2     | 0        | --    | .900  | 866   | 214.1  | 159      | 12       | 65    | 1    | 6     | 294      | 5     | 2     | 65    | 59       | 2.48     | 1.05    |
| 1996년     | SEA        | 14    | 8     | 0     | 0     | 0       | 5     | 0     | 1        | --    | 1.000 | 256   | 61.1   | 48       | 8        | 25    | 0    | 2     | 85       | 3     | 1     | 27    | 25       | 3.67     | 1.19    |
| 1997년     | SEA        | 30    | 29    | 5     | 2     | 1       | 20    | 4     | 0        | --    | .833  | 850   | 213.0  | 147      | 20       | 77    | 2    | 10    | 291      | 4     | 0     | 60    | 54       | 2.28     | 1.05    |
| 1998년     | SEA        | 23    | 23    | 6     | 2     | 1       | 9     | 10    | 0        | --    | .474  | 685   | 160.0  | 146      | 19       | 60    | 0    | 11    | 213      | 7     | 2     | 90    | 77       | 4.33     | 1.29    |
| 1998년     | HOU        | 11    | 11    | 4     | 4     | 1       | 10    | 1     | 0        | --    | .909  | 329   | 84.1   | 57       | 4        | 26    | 1    | 3     | 116      | 0     | 0     | 12    | 12       | 1.28     | 0.98    |
| '98계      | HOU        | 34    | 34    | 10    | 6     | 2       | 19    | 11    | 0        | --    | .633  | 1014  | 244.1  | 203      | 23       | 86    | 1    | 14    | 329      | 7     | 2     | 102   | 89       | 3.28     | 1.18    |
| 1999년     | ARI        | 35    | 35    | 12    | 2     | 3       | 17    | 9     | 0        | 0     | .654  | 1079  | 271.2  | 207      | 30       | 70    | 3    | 9     | 364      | 4     | 2     | 86    | 75       | 2.48     | 1.02    |
| 2000년     | ARI        | 35    | 35    | 8     | 3     | 4       | 19    | 7     | 0        | 0     | .731  | 1001  | 248.2  | 202      | 23       | 76    | 1    | 6     | 347      | 5     | 2     | 89    | 73       | 2.64     | 1.12    |
| 2001년     | ARI        | 35    | 34    | 3     | 2     | 1       | 21    | 6     | 0        | 0     | .778  | 994   | 249.2  | 181      | 19       | 71    | 2    | 18    | 372      | 8     | 1     | 74    | 69       | 2.49     | 1.01    |
| 2002년     | ARI        | 35    | 35    | 8     | 4     | 0       | 24    | 5     | 0        | 0     | .828  | 1035  | 260.0  | 197      | 26       | 71    | 1    | 13    | 334      | 3     | 2     | 78    | 67       | 2.32     | 1.03    |
| 2003년     | ARI        | 18    | 18    | 1     | 1     | 0       | 6     | 8     | 0        | 0     | .429  | 489   | 114.0  | 125      | 16       | 27    | 3    | 8     | 125      | 1     | 1     | 61    | 54       | 4.26     | 1.33    |
| 2004년     | ARI        | 35    | 35    | 4     | 2     | 3       | 16    | 14    | 0        | 0     | .533  | 964   | 245.2  | 177      | 18       | 44    | 1    | 10    | 290      | 3     | 1     | 88    | 71       | 2.60     | 0.90    |
| 2005년     | NYY        | 34    | 34    | 4     | 0     | 2       | 17    | 8     | 0        | 0     | .680  | 920   | 225.2  | 207      | 32       | 47    | 2    | 12    | 211      | 3     | 1     | 102   | 95       | 3.79     | 1.13    |
| 2006년     | NYY        | 33    | 33    | 2     | 0     | 1       | 17    | 11    | 0        | 0     | .607  | 860   | 205.0  | 194      | 28       | 60    | 1    | 10    | 172      | 3     | 2     | 125   | 114      | 5.00     | 1.24    |
| 2007년     | ARI        | 10    | 10    | 0     | 0     | 0       | 4     | 3     | 0        | 0     | .571  | 233   | 56.2   | 52       | 7        | 13    | 3    | 4     | 72       | 1     | 0     | 26    | 24       | 3.81     | 1.15    |
| 2008년     | ARI        | 30    | 30    | 2     | 0     | 0       | 11    | 10    | 0        | 0     | .524  | 778   | 184.0  | 184      | 24       | 44    | 6    | 6     | 173      | 2     | 1     | 92    | 80       | 3.91     | 1.24    |
| 2009년     | SF         | 22    | 17    | 0     | 0     | 0       | 8     | 6     | 0        | 0     | .571  | 412   | 96.0   | 97       | 19       | 31    | 2    | 2     | 86       | 5     | 1     | 55    | 52       | 4.88     | 1.33    |
| 통산：22년 | 통산：22년 | 618   | 603   | 100   | 37    | 19      | 303   | 166   | 2        | 0     | .646  | 17067 | 4135.1 | 3346     | 411      | 1497  | 37   | 190   | 4875     | 109   | 33    | 1703  | 1513     | 3.29     | 1.17    |

- 각년도의 굵은 글씨는 리그 최고